# Ser koryciński swojski

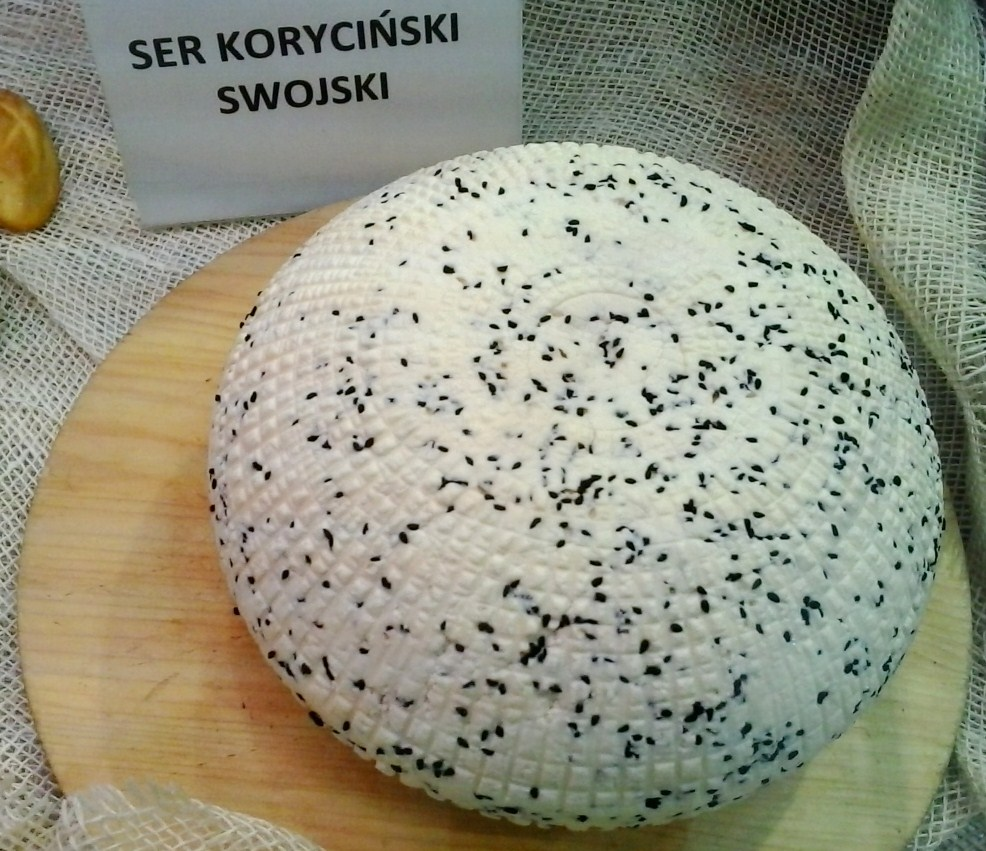
Ser koryciński swojski mit Schwarzkümmel

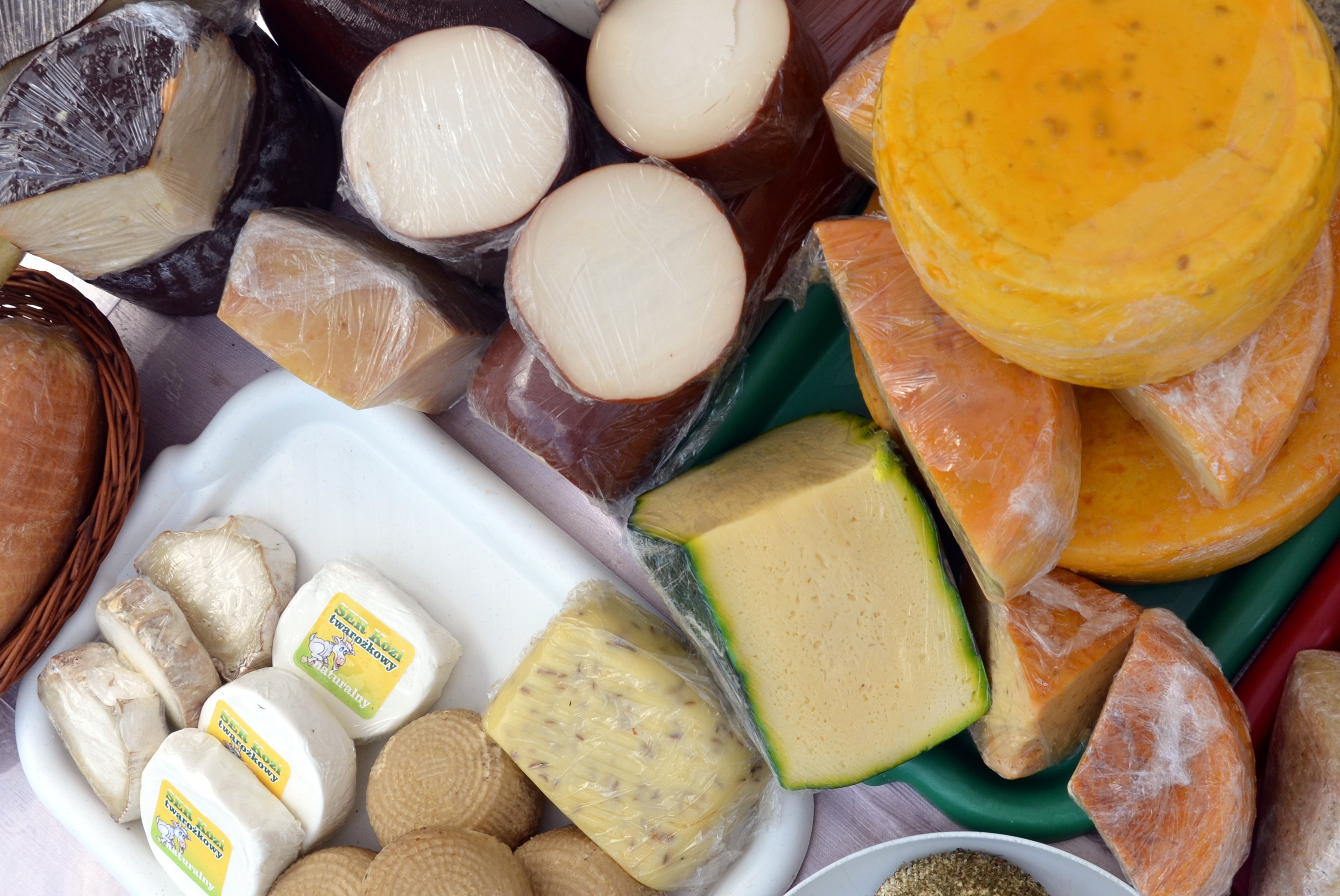
Käse aus Podlachien

Der Ser koryciński swojski (deutsch etwa ‚Hausmacherkäse aus Korycin‘) ist ein polnischer Rohmilchkäse in abgeflachter Kugelform.

## Eigenschaften
Der 2,5 bis 5 kg schwere Käse wird in drei Altersstufen angeboten:
- frisch (świeży) mit zwei bis vier Tagen Reifezeit
- gelagert (leżakowany) mit fünf bis vierzehn Tagen Reifzeit und
- reif (dojrzały) mit längerer Reifezeit

Die Farbe der Rinde reicht von cremefarben beim frischen bis gelb beim reifen Ser koryciński swojski, der Käseteig selber ist von cremefarben bis hellgelb. Seine Konsistenz geht von gleichmäßig weich und nass mit bis zu 1 mm großen Löchern beim frischen bis hin zu gelber Rinde mit weißem Belag, elastischem Teig und doppelt so großen Löchern.
Sein Fettgehalt reicht von mindestens 20 % F.i.Tr. beim frischen und über 30 % F.i.Tr. beim reifen Käse. Die Trockenmasse liegt zwischen 47 % und 57 %. 
Es ist seit dem 25. November 2011 ein Produkt mit geschützter geografischer Angabe.

## Herstellerregion
Die in der EU-Verordnung zum Käse festgelegte Region erstreckt sich über drei Gemeinden (Korycin, Suchowola und Janów) des Kreises Suchowola in der Woiwodschaft Podlachien. Das Gebiet liegt am Białystoker Landrücken (Wysoczyzna Białostocka), der zur Makroregion der Nordpodlachischen Tiefebene (Nizina Północnopodlaska) gehört.

## Geschmacksrichtungen

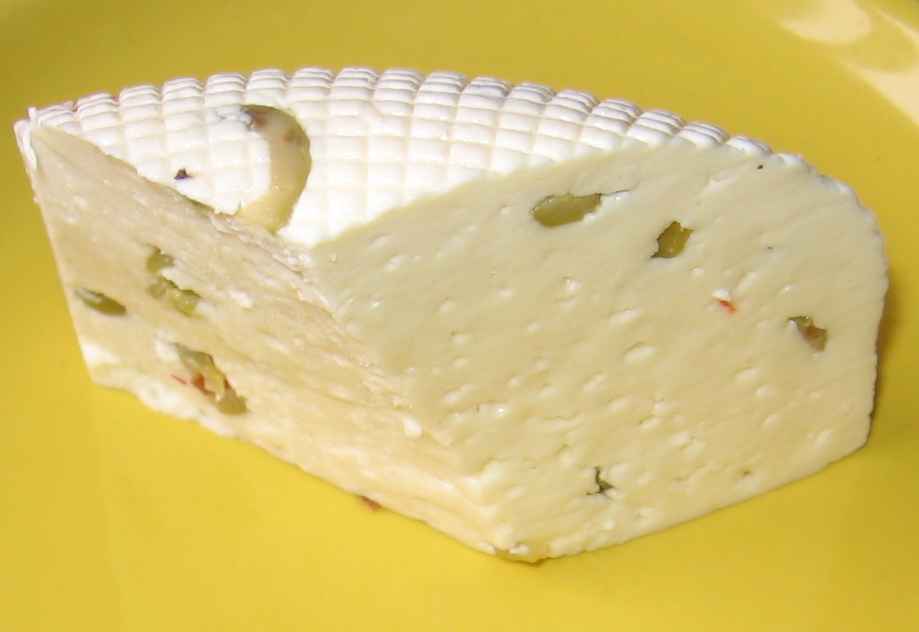
Koryciński mit Oliven und Paprika

Der Ser koryciński swojski wird auch mit verschiedenen Kräutern und Gewürzen angeboten:
- Getrocknet
  - Pfeffer
  - Chili
  - Basilikum
  - Dill
  - Petersilie
  - Liebstöckel
  - Minze
  - Schwarzkümmel
  - Bärlauch
  - Kümmel
  - Paprika
  - Majoran
  - Oregano
  - Tschubritza und
  - getrocknete Pilze
- frisch
  - Knoblauch
  - Paprika
  - Oliven
  - Dill
  - Schnittlauch
  - Basilikum
  - Minze und
  - Majoran